# Хржановская, Ольга Викторовна
О́льга Ви́кторовна Хржано́вская (до 2007 — Чука́нова; род. 9 июня 1980, Темиртау, Казахская ССР) — российская волейболистка. Серебряный призёр летних Олимпийских игр 2004, дважды бронзовый призёр чемпионатов мира, чемпионка Европы. Заслуженный мастер спорта России (2004). Игровая функция — связующая.

## Биография
Волейболом Ольга Чуканова начала заниматься в ДЮСШ города Темиртау Казахской ССР. Первые тренеры — В.Елисеев и Т.Чуканова. В 1992 с семьёй переехала в Екатеринбург. Выступала за команды:
- до 1996, 1999—2000 — «Малахит» (Екатеринбург);
- 1996—2002 — «Уралтрансбанк»/«Аэрофлот-Малахит» (Екатеринбург);
- 2002—2004 — «Уралочка-НТМК» (Свердловская область);
- 2004—2009 — «Динамо»/«Динамо-Янтарь»  (Московская область/(Калининград);
- 2009 — «Университет-Технолог» (Белгород);
- 2009—2010 — «Самородок» (Хабаровск);
- 2010—2013 — «Динамо-Казань» (Казань).

- - 5-кратная чемпионка России — 2003, 2004, 2011, 2012, 2013;
    - 3-кратный серебряный призёр чемпионатов России — 1998, 1999, 2002;
    - 3-кратный бронзовый призёр чемпионатов России — 1997, 2001, 2006.

  - двукратный обладатель Кубка России — 2010, 2012;
    - серебряный призёр Кубка России 2011;

  - серебряный призёр Кубка европейских чемпионов 1997;
    - бронзовый призёр Лиги чемпионов 2012.

  - серебряный призёр Кубка ЕКВ 2000.

В составе женской молодёжной сборной России стала чемпионкой мира 1997 и 1999, серебряным призёром чемпионата Европы 1996. В составе женской юниорской сборной России стала чемпионкой мира 1997, чемпионкой Европы 1997. Двукратный серебряный призёр Всемирной Универсиады (1999, 2001) в составе студенческой сборной России.
В национальной сборной России выступала в 1997—1998 и 2001—2004 годах. В её составе:
- серебряный призёр  Олимпийских игр 2004;
- двукратный бронзовый призёр чемпионатов мира — 1998, 2002;
- победитель (1997) и серебряный призёр (2001) Всемирного Кубка чемпионов;
- двукратный победитель и двукратный серебряный призёр Гран-при;
- чемпионка Европы 1997.

## Награды и звания
- Заслуженный мастер спорта России
- Медаль ордена «За заслуги перед Отечеством» II степени (3 октября 2006) — за большой вклад в развитие физической культуры и спорта, высокие спортивные достижения[1]

## Источник
- Волейбол: Энциклопедия / Сост. В. Л. Свиридов, О. С. Чехов. — Томск: Компания «Янсон», 2001.